# Waylon Smithers
Vous lisez un « bon article » labellisé en 2012.
Pour les articles homonymes, voir Smithers.
Waylon J. Smithers, Jr. est un personnage fictif de la série télévisée d'animation Les Simpson. Il est doublé par Harry Shearer dans la version originale. En France, Pierre Laurent lui prête sa voix depuis la dixième saison en remplacement de Patrick Guillemin. En version québécoise, Jean-Louis Millette le double jusqu'à la onzième saison, où Alain Zouvi lui succède. Il est apparu pour la première fois dans l'épisode de la première saison, Un atome de bon sens, bien qu'on puisse entendre sa voix dès le premier épisode, Noël mortel. Il est l'assistant personnel de M. Burns, le propriétaire de la centrale nucléaire de Springfield, envers lequel il se montre très flatteur.
La manière dont se comporte Waylon Smithers envers son supérieur est en partie inspirée de la façon dont de nombreux membres de l'équipe de la Fox considèrent le créateur de la chaîne, Barry Diller. L'idée de l'orientation sexuelle de Smithers vient de Sam Simon, producteur de la série, qui propose qu'il puisse être homosexuel. Il ajoute toutefois que les scénaristes ne devraient jamais y porter trop d'attention mais simplement garder cette idée comme toile de fond du personnage. Son prénom, Waylon, est utilisé pour la première fois dans l'épisode Vive les mariés, et provient du marionnettiste Wayland Flowers. Lors de sa première apparition dans Un atome de bon sens, Smithers apparaît, à cause d'une erreur du styliste, Gyorgi Peluci, sous les traits d'un Afro-Américain.
La relation entre Smithers et M. Burns est un long comique de répétition dans Les Simpson. Il est un assistant obéissant et flagorneur. À bien des égards, Smithers représente le stéréotype de l'homosexuel inavoué et de nombreuses allusions et doubles sens permettent de confirmer son attirance pour les hommes, même si plusieurs producteurs de la série le considèrent plutôt comme « Burns-sexuel ».
Dans l'épisode de la saison 8, Le Vieil Homme et Lisa on peut déduire que Smithers est né en 1954. Il dévoile d'ailleurs sa date d'anniversaire qui se trouve être le 25 décembre dans la saison 31, épisode 10, Bobby, il fait froid dehors. Son âge exact reste un mystère. Selon Troy Macclure, il a une "petite quarantaine", mais lors de plusieurs flash-back, il est montré comme étant plus jeune que Homer et Marge ce qui laisse supposer qu'il a moins de 35 ans. Dans un des comics, il est dit qu'il a 36 ans, les yeux noisette et qu'il mesure 1,75 m.
Il éprouve une passion dévorante pour la poupée Malibu Stacy, et en possède la plus grande collection au monde. Il a même réalisé une comédie musicale sur Malibu Stacy. Dans un des comics, on peut voir qu'il a écrit une lettre à Malibu Stacy lui disant à quel point il l'admire, et lui posant une question sur un faux-raccord concernant les pois de son maillot de bain dans une bande dessinée. Malibu Stacy lui répond en pensant qu'il s'agit d'une petite fille. Il est intolérant au lactose.

## Rôle dansLes Simpson
Waylon Smithers est le dévoué assistant exécutif de M. Burns. Son père, Waylon Smithers, Sr., travaillait pour M. Burns jusqu'à sa mort des suites d'une irradiation aiguë en sauvant Springfield d'une potentielle catastrophe nucléaire, alors que Waylon était encore un bébé. Bien qu'il ait toujours été écrit comme étant homosexuel, c'est seulement dans la saison 27 que cette facette de sa personnalité est officiellement dévoilée, dans l'épisode La Cage au fol. On apprend d'ailleurs que tout Springfield est au courant de son orientation sexuelle, référence bien sûr au fait que son homosexualité n'a jamais été un secret pour personne. Smithers lui-même ne s'en cache pas spécialement, il évite simplement de le crier haut et fort, ce qui a beaucoup partagé les fans et les scénaristes : certains appuyaient qu'il était gay, d'autre qu'il était seulement "Burns-Sexuel". Il est simplement très rare de voir des personnages homosexuels non stéréotypés dans les médias, et certaines personnes ont donc supposé que Smithers ne pouvait pas être gay, car il ne correspond pas au cliché...Pourtant, beaucoup d'indices ont été donnés dans la série, autre que son attraction pour Mr Burns. Smithers fréquente le quartier gay de Springfield, et part en vacances dans une station balnéaire réservée aux hommes. Dans Le maire est amer, il dit à Lisa, en hésitant sur les termes, que les idées ultra-conservatrices de Tahiti Bob, candidat républicain à la mairie de Springfield dans cet épisode sont contraires à ses « inclinations », probablement sexuelles. On le voit danser en compagnie des Village People sur la chanson "In the Navy". Il est sous-entendu qu'il avait une liaison avec John, l'ami homosexuel des Simpson. Dans la version anglaise, il dit, dans un épisode, "I think that seamen and women don't mix". Seamen veut dire "marin", mais il se prononce comme "semen" (sperme). cette phrase peut donc être traduite par "Je pense que les marins et les femmes ne vont pas ensemble" ou "je pense que le sperme et les femmes ne vont pas ensemble." ce qui constitue un jeu de mots portant encore une fois sur son homosexualité. Dans La cage au fol, il rencontre Julio grâce à Homer et tous les deux vivent une relation de couple harmonieuse, jusqu'à ce que Smithers se rende compte qu'il pense toujours à Mr Burns et qu'il ne pourra jamais aimer complètement Julio.
Dans l'épisode Moe n'en loupe pas une, Smithers, après s'être fait refusé l'entrée dans un bar gay à cause de son apparence pas assez sexy, suggère à Moe de transformer son bar en bar gay. Tous les deux gèrent donc ce nouveau bar, mais Smithers, voyant que Moe se fait passer pour un homosexuel auprès de ses clients pour gagner leur confiance, le met au défi de l'embrasser devant tout le monde, pour prouver son appartenance à leur communauté. Moe refuse, mais une fois tout le monde parti, il l'embrasse tout de même, se disant qu'il n'a rien à perdre. Smithers, trop surpris, ne trouve rien à dire.
Dans un flashback on apprend qu'il a  été marié avec une femme, mais qu'ils ont divorcé lorsque Smithers a rencontré M. Burns. Ce mariage n'a jamais plus été mentionné nulle part, ce qui fait penser que c'était simplement une touche d'humour pour faire référence à "Un tramway nommé désir." Smithers a montré des tendances homosexuelles dès le lycée, comme on peut le voir dans un flashback lorsqu'il commente une compétition de gymnastique masculine avec beaucoup d'entrain.
Smithers est dépeint comme ayant une attirance profonde et passionnée pour M. Burns si bien que son orientation sexuelle est qualifiée de « Burns-sexuelle » par les scénaristes de la série. Parfois, Smithers a des fantasmes impliquant M. Burns. Par exemple, quand il allume son ordinateur, une photographie dénudée de M. Burns apparaît avec un montage audio disant : « Bonjour Smithers, vous me faites tourner la tête, grand fou ». Smithers a avoué son amour pour Burns à au moins deux reprises, dont une dans Les Ailes du délire, où après s'être exclamé « Oh, et puis zut ! », il embrasse son supérieur sur la bouche, lui expliquant plus tard qu'il ne s'agissait que d'une « simple marque de respect », ce à quoi M. Burns répond "Oui oui, bien sûr..." en le regardant d'un air très suspicieux. Il a aussi les mots « Patron de mon cœur » tatoués sur le torse. Dans La cage au fol, alors qu'il tente une nouvelle fois d'avouer ses sentiments à Mr Burns, ce dernier le coupe avant sa déclaration en lui disant qu'il ne signifie rien pour lui, ce qui laisse penser qu'il savait ce que Smithers allait lui dévoiler, et qu'il a préféré adopter un comportement froid pour éviter un moment gênant.
Dans les épisodes plus vieux, Burns reste ignorant à l'adoration dévouée de Smithers, à la plus grande frustration de celui-ci. Mais beaucoup d'épisodes récents montrent que M. Burns se méfie des gestes de Smithers à son égard. Burns a lui aussi eu plusieurs relations avec des femmes, notamment dans l'épisode Aphrodite Burns, où Smithers est clairement jaloux de l'attention que M. Burns porte à sa compagne. Pour sa part, M. Burns voit Smithers comme une sorte de laquais, même s'il l'apprécie beaucoup pour ses compétences, et qu'il éprouve une certaine affection pour lui. Dans L'Héritier de Burns, il le « récompense » en lui attribuant l'« honneur » de pouvoir être enterré vivant à ses côtés après sa mort. Smithers est complètement dépendant de sa relation avec Burns, et il en est tristement conscient. Il sait que leur relation n'est pas saine, dans le sens où M Burns se montre souvent infect envers lui, mais il ne peut pas se résoudre à le quitter. Quand il démissionne dans La cage au fol, alors heureux en couple avec Julio, il est très fier de lui : "Je ne peux pas le croire...J'ai démissionné !". Pourtant, il finit par revenir vers lui, lorsque M Burns l'invite à déjeuner, prêt à lui fournir une flopée d'excuses peu sincères, de l'argent et un pass à vie pour Broadway afin de le récupérer. Smithers refuse tous ces cadeaux, et demande simplement à Mr Burns pourquoi il veut tant le reprendre à son service. Mr Burns lui donne alors le résultat de son évaluation de travail, qu'il avait gardée secrète pendant des années. Cette dernière est "excellente". Smithers, ravi, accepte de redevenir son assistant, et tous les deux se réconcilient par un câlin (c'est la première fois que Mr Burns se montre aussi affectueux envers lui). Depuis, leur relation a quelque peu changé. Mr Burns se montre légèrement plus respectueux avec Smithers, il se dévoile plus facilement à lui, tandis que Smithers se laisse un peu moins facilement marcher sur les pieds.
Dans Homer fait son Smithers, Burns ordonne à Smithers de prendre des vacances, pendant lesquelles Homer Simpson le remplace. Après qu'Homer perd son sang-froid et frappe Burns au visage, M. Burns apprend à devenir autonome, ce qui entraîne le licenciement de Smithers. Ce dernier se rend alors compte qu'il a besoin d'être l'assistant de Burns et parvient finalement à récupérer son emploi. Malgré sa dévotion flatteuse envers M. Burns, il a été prêt à le défier à au moins deux reprises, la plus significative étant celle du double épisode Qui a tiré sur M. Burns ?, où il s'oppose aux stratagèmes maléfiques de son employeur, ce qui l'amène à être viré. À la suite de son licenciement, Smithers devient une « épave imbibée d'alcool », et lorsque M. Burns se fait tirer dessus plus tard dans l'épisode, Smithers pense qu'il aurait pu le faire alors qu'il était ivre. Lorsqu'il a été prouvé que ce n'était pas lui, Smithers, qui semble avoir pardonné à Burns, demande que le coupable soit traduit en justice et qu'une récompense soit offerte pour sa capture.
L'emploi officiel de Smithers à la centrale nucléaire de Springfield, en plus d'être une sorte d'assistant « multitâche » car il déclare avoir « 2 800 petits boulots », semble être responsable de la surveillance des employés, il fait souvent preuve de rigueur et de discipline et a remporté des dizaines de fois le titre d'employé du mois. Il fait souvent allusion à sa volonté d'être promu vice-président exécutif, mais Burns a écarté ce rêve à plusieurs reprises, allant même jusqu'à accorder la vice-présidence de la centrale à un chien. Smithers détient la plus grande collection de Malibu Stacy de Springfield et il est le président du fan club de la poupée. Il a aussi réalisé une comédie musicale sur Malibu Stacy, et il semble s'intéresser à diverses activités artistiques, comme le patchwork. Mr Burns est bien sûr sa principale source d'inspiration.
En plus d'être homosexuel, il apprécie se travestir : dans "Homer fait son cinéma", il demande à Kim Basinger où il peut trouver ses chaussures à talon (en prétextant qu'elle sont pour sa mère.)
Dans "L'indomptable", alors que Marge organise un vide-greniers, Smithers lui demande s'il peut lui acheter ses œstrogènes. Marge lui précise alors que c'est une hormone pour les femmes, ce à quoi il répond, un peu gêné, "C'est pour une amie, coincée dans le corps d'un autre ami", ce qui laisse supposer qu'il désirerait être une femme.

## Personnage

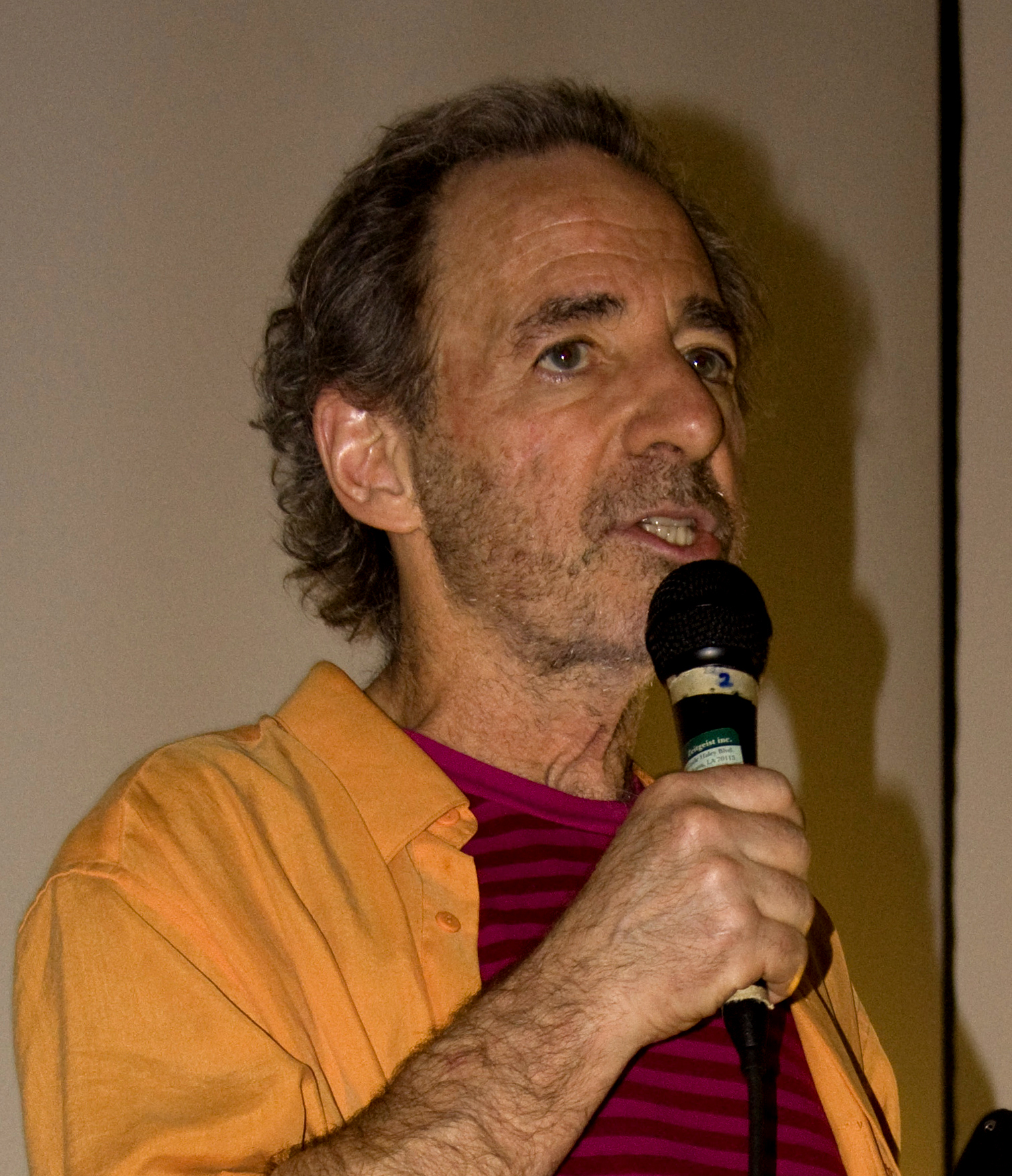
Harry Shearer, voix du personnage dans la version originale américaine des Simpsons

### Création
Le personnage de Waylon Smithers est partiellement basé sur la façon dont de nombreux employés et dirigeants de la Fox se comportaient envers Barry Diller. C'est Sam Simon, producteur de la série et show runner de la première saison, qui propose que Smithers soit homosexuel. Selon lui, les scénaristes ne devraient pas toutefois accorder beaucoup d'importance à cette idée dans les épisodes mais la garder dans un coin de leur tête. Initialement, le script de l'épisode Le sang, c'est de l'argent faisait dire à Smithers : « laissez-moi partir que je puisse rentrer chez moi auprès de ma femme et de mes enfants », mais après la décision concernant son orientation sexuelle, cette réplique a été retirée. Dans la version originale, Smithers est interprété par Harry Shearer, également doubleur de M. Burns. Ce dernier se révèle souvent capable d'enregistrer un dialogue entre les deux personnages en une seule prise. Parfois, Dan Castellaneta, le remplace lorsqu'il a un empêchement. Le doublage en version française de Smithers est assuré par Patrick Guillemin jusqu'à la neuvième saison, puis par Pierre Laurent par la suite. Au Québec, il est interprété par Jean-Louis Millette jusqu'à la dixième saison puis par Alain Zouvi.
Smithers fait sa première apparition dans Un atome de bon sens, le troisième épisode de la première saison, bien qu'on ait déjà pu entendre sa voix dans le premier épisode, Noël mortel, à travers le haut-parleur de la centrale. Lors de sa première apparition visuelle dans Un atome de bon sens, Smithers est animé par Gyorgi Peluci avec une mauvaise couleur, faisant de lui un Afro-Américain. David Silverman déclare qu'il a toujours été prévu que Smithers soit le « sycophante blanc de M. Burns ». Dans une entrevue donnée à l'improviste à TMZ, Matt Groening confirme l'erreur de coloriage. Par ailleurs, l'équipe de la série pense que « ce serait une mauvaise idée d'avoir un personnage serviteur noir » et remet donc la couleur prévue pour Smithers lors de l'épisode suivant. La première apparition de Smithers sous sa couleur jaune définitive est donc dans le quatrième épisode de la première saison, Simpsonothérapie.

### Développement
La relation entre Smithers et M. Burns constitue depuis longtemps un élément comique récurrent de la série. Smithers se montre très obéissant et flatteur envers M. Burns. Au fil des saisons, de nombreux indices à propos des sentiments réels de Smithers à l'égard de son patron sont donnés. L'une des premières allusions à ceux-ci se trouve dans l'épisode Bart a perdu la tête de la première saison. L'orientation sexuelle de Smithers est souvent remise en question, certains fans affirmant qu'il est « Burns-sexuel », uniquement attiré par son chef, alors que d'autres maintiennent qu'il est gay. Durant la période où Bill Oakley et Josh Weinstein sont show runners de la série, la sexualité de Smithers est gardée mystérieuse et un débat naît entre les scénaristes à propos de cette orientation. Al Jean, qui affirme que Smithers est « Burns-sexuel », pense que si M. Burns était une femme, Smithers ne serait pas homosexuel. David Silverman, un ancien responsable de la réalisation, déclare que Smithers « semble se concentrer sur un être humain en particulier, par opposition à quoi que ce soit d'autre. [Plutôt que d'être gay], il est en quelque sorte « Burns-sexuel » ». En 2006, une étude conduite par la Gay & Lesbian Alliance Against Defamation révèle que neuf des six cent soixante-dix-neuf personnages principaux ou secondaires des séries télévisées analysées, sont homosexuels, mais Smithers n'en fait pas partie. Une liste publiée en 2008 par la même organisation contient cette fois-ci Smithers. Quant à Patty Bouvier, la sœur lesbienne de Marge Simpson, elle fait partie des deux listes.
Le débat est mentionné dans 138e épisode, du jamais vu !, lorsque le présentateur de l'épisode, Troy McClure, répond aux questions des téléspectateurs quand l'un d'eux demande : « Pouvez-vous éclaircir les choses concernant Smithers, l'assistant de Monsieur Burns ? Vous voyez de quoi je veux parler ». Un montage de plusieurs extraits montrant le désir de Smithers envers Burns est alors diffusé et, à la fin, Troy McClure déclare : « Comme vous le voyez, les choses sont claires concernant Smithers... Il est l'assistant de Monsieur Burns, il a une petite quarantaine, il n'est pas marié et il réside actuellement à Springfield. Merci d'avoir écrit ! ».
Plusieurs des allusions à la sexualité de Smithers se sont transformées en batailles avec les diverses censures. Par exemple, dans l'épisode Rosebud, les censeurs ne voulaient pas que M. Burns apparaisse nu dans le fantasme de Smithers le montrant sortant d'un gâteau d'anniversaire. Dans l'épisode Marge a trouvé un boulot, se trouve un autre exemple, lorsque dans le rêve de Smithers, Burns passe par la fenêtre en volant. La séquence montre brièvement Burns, volant vers le béat Smithers, mais initialement elle durait quelques secondes de plus. Elle est coupée en raison d'une scène qui montrait « M. Burns atterrissant dans une position particulière sur l'anatomie de Smithers ». La « boule dans le lit » pose elle aussi problème, mais les dessinateurs expliquent qu'il s'agissait du genou de Smithers que les censeurs avaient mal interprété.
Dans la saison 27, il a été annoncé que Smithers est officiellement gay, et qu'il l'a toujours été, comme en démontre l'attitude des habitants de Springfield qui prennent son homosexualité comme quelque chose de normal, de naturel, et d'absolument pas surprenant.
Smithers a, particulièrement dans les premières saisons, une phrase récurrente, qui vient du fait que Burns ne se souvient jamais de qui est Homer Simpson. Lorsque les deux aperçoivent Homer, le plus souvent au moyen d'une caméra de surveillance, Burns demande à Smithers « qui est cet homme ? », et celui-ci lui répond « c'est Homer Simpson, l'un des [crétins, tire-au-flanc, donneurs d'organes, etc.] du secteur 7G », puis Burns répond généralement « Simpson, hein ? ».
Les scènes d'homosexualité de ce personnage sont bannis dans certain pays.

## Accueil

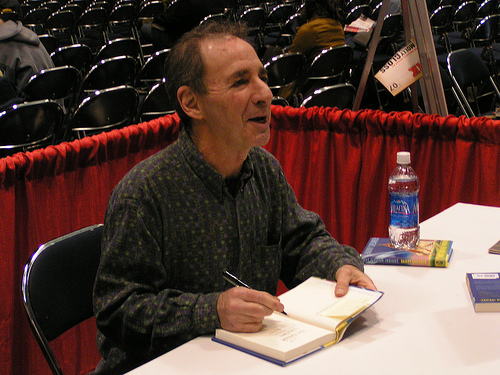
Harry Shearer, la voix américaine de Smithers.

À partir de la deuxième saison, les scénaristes prennent du plaisir à écrire des épisodes tournant autour de la relation entre Smithers et Burns, même si un grand nombre d'entre eux ne se sont pas concrétisés.
En 2004, l'équipe de production des Simpson annonce que l'un des personnages va faire son coming out en avouant ses préférences sexuelles. Des rumeurs apparaissent alors dans la presse américaine et canadienne, certaines affirmant que « l'orientation sexuelle de Smithers fait partie des secrets les moins bien gardés de Springfield », mais aussi en Australie, en Nouvelle-Zélande, en Irlande, l'Irish Independent clamant que Smithers est « un choix trop évident » et au Royaume-Uni. Même si Matt Groening plaisante en disant que cela pourrait être Homer, le Boston Herald calcule les chances qu'ont plusieurs personnages d'être gays, déclarant que celles de Smithers s'élèvent à une sur un million. Un sondage en ligne de PlanetOut Inc. fait apparaître que 97 % des personnes interrogées estimaient que Smithers allait se révéler gay. Jenny Stewart, l'éditeur de la partie divertissement du site déclare à propos de ce sondage : « nous n'avions jamais eu autant de votes à nos sondages sur les Simpson ». Finalement, c'est Patty Bouvier qui révèle son homosexualité.
Dans un article de 2007, Entertainment Weekly classe Smithers à la sixième place des plus grands sous-fifres de tous les temps. La rédaction de ce magazine décrit également Smithers et M. Burns comme « le couple dysfonctionnel le plus fonctionnel de la télévision ». En 2003, Entertainment Weekly nomme l'épisode Qui a tiré sur M. Burns ?, épisode dans lequel Smithers tient un rôle important, vingt-cinquième meilleur épisode. Le site web gay.com classe Smithers à la sixième place des personnages de dessin animé les plus homosexuels.
En 2009, Harry Shearer est nommé aux Primetime Emmy Awards dans la catégorie du meilleur doublage pour les rôles de Waylon Smithers, de M. Burns, de Kent Brockman et Lenny dans l'épisode Burns est piqué, mais c'est finalement Dan Castellaneta qui le remporte pour le rôle d'Homer Simpson dans l'épisode Mon père avait tort.

## Produits dérivés
Quatre figurines différentes à l'effigie de Smithers font partie de la série de figurines World of Springfield. La première représente Smithers dans sa tenue normale avec une photo de M. Burns posée à ses pieds et est sortie en 2000 dans la deuxième série. La deuxième, sortie en 2002 dans la dixième série, est nommée « Smithers en vacances » et le montre dans la tenue qu'il a dans l'épisode Homer fait son Smithers. En 2003, une série de figurines exclusive aux magasins Electronics Boutique sort. On y trouve deux figurines différentes de Smithers basées sur l'épisode Rosebud. L'une, nommée « Smithers en Bobo », le représente vêtu comme l'ours en peluche de M. Burns et l'autre, nommée « Smithers futuriste » le fait figurer en chien robotique et accompagne la figurine « Burns futuriste » qui le dépeint tel qu'il apparaît à la fin de l'épisode.
La société KidRobot sort en 2008 une série de figurines de huit centimètres dont une représente Smithers avec une poupée Malibu Stacy dans la main. NJ Croce sort en 2008 une série de boîte à thème contenant plusieurs figurines de la série et Smithers est présent dans celle qui regroupe cinq employés de la centrale nucléaire. En juin 2006, The Promotion Factory sort en édition limitée la quatrième série de sa collection Greetings from Springfield, qui contient le personnage de Smithers, un plateau à la main.

### Épisodes
1. ↑  La Vieille Peur d'Homer. Ian Maxtone-Graham et Steven Dean Moore. Les Simpson, saison 13, épisode 5.
2. ↑  Le Gay Pied. Matt Warburton et Mark Kirkland. Les Simpson, saison 14, épisode 17.
3. 1 2 3  Homer fait son Smithers. John Swartzwelder et Steven Dean Moore. Les Simpson, saison 7, épisode 17.
4. ↑  Les Secrets d'un mariage réussi. Greg Daniels et Carlos Baeza. Les Simpson, saison 5, épisode 22.
5. 1 2  Lisa s'en va-t-en guerre. Bill Oakley, Josh Weinstein et Jeffrey Lynch. Les Simpson, saison 5, épisode 14.
6. ↑  Les Ailes du délire. David X. Cohen et Neil Affleck. Les Simpson, saison 9, épisode 8.
7. ↑  Le Canard déchaîné. Don Payne et Bob Anderson. Les Simpson, saison 15, épisode 22.
8. ↑  Little Big Lisa. Don Payne et Raymond S. Persi. Les Simpson, saison 18, épisode 12.
9. ↑  Aphrodite Burns. John Swartzwelder et Lance Kramer. Les Simpson, saison 13, épisode 4.
10. ↑  L'Héritier de Burns. Jace Richdale et Mark Kirkland. Les Simpson, saison 5, épisode 18.
11. ↑  Qui a tiré sur M. Burns ? - 1re partie. Bill Oakley, Jeffrey Lynch et Josh Weinstein. Les Simpson, saison 6, épisode 25.
12. ↑  Qui a tiré sur M. Burns ? - 2e partie. Bill Oakley, Wes Archer et Josh Weinstein. Les Simpson, saison 7, épisode 1.
13. ↑  Une belle simpsonnerie. Howard Gewirtz et Mark Kirkland. Les Simpson, saison 3, épisode 5.
14. ↑  L'Ennemi d'Homer. John Swartzwelder et Jim Reardon. Les Simpson, saison 8, épisode 23.
15. ↑  138e épisode, du jamais vu !. Jon Vitti et David Silverman. Les Simpson, saison 7, épisode 10
16. ↑  Mariage à tout prix. J. Stewart Burns et Nancy Kruse. Les Simpson, saison 16, épisode 10.